# State Administration Council

Wappen der Regierung des Landes

Als State Administration Council (Burmesisch နိုင်ငံတော်စီမံအုပ်ချုပ်ရေးကောင်စီ abgekürzt SAC) wird die Militärregierung in Myanmar bezeichnet, welche nach dem Putsch im Februar 2021 an die Macht kam. Die Militärregierung wird von vielen Ländern und internationalen Organisationen nicht anerkannt. Diese anerkennen die National Unity Government of Myanmar (abgekürzt NUG), eine Exilregierung bestehend aus gewählten Abgeordneten des aufgelösten Parlaments des Landes. Die NUG führt (Stand 2023) einen Guerillakrieg gegen die SAC. Die SAC dagegen erklärte die NUG zur terroristischen Organisation. Vorsitzender des SAC ist der Burmesische General Min Aung Hlaing. Neben dem Vorsitzenden des SAC dient Min Aung Hlaing als Premierminister des Landes und als Oberbefehlshaber der Streitkräfte. 
Das State Administration Council wurde am 2. Februar 2021 von Min Aung Hlaing gegründet. Ursprünglich umfasste es 8 hohe Militärführer und 3 Zivilpersonen und ersetzte die 24 Minister der vorherigen Regierung. Ende März 2021 bestand das Gremium aus 9 Militärs und 10 Zivilisten.

## Mitglieder
Nach der Executive Order 85/2023 bestand das State Administration Council am 25. September 2023 aus folgenden Mitgliedern.
|    | Name                    | Position                       | Von                | Bis    | Partei/Organisation |
| -- | ----------------------- | ------------------------------ | ------------------ | ------ | ------------------- |
| 1  | General Min Aung Hlaing | Vorsitzender                   | 2. Februar 2021    | Im Amt | Tatmadaw            |
| 2  | General Soe Wi          | Stellvertretender Vorsitzender | 2. Februar 2021    | Im Amt | Tatmadaw            |
| 3  | General Aung Lin Dwe    | Sekretär                       | 2. Februar 2021    | Im Amt | Tatmadaw            |
| 4  | General Ye Win Oo       | Stellvertretender Sekretär     | 2. Februar 2021    | Im Amt | Tatmadaw            |
| 5  | General Mya Tun Oo      | Mitglied                       | 2. Februar 2021    | Im Amt | Tatmadaw            |
| 6  | Admiral Tin Aung San    | Mitglied                       | 2. Februar 2021    | Im Amt | Tatmadaw            |
| 7  | General Maung Maung Aye | Mitglied                       | 25. September 2023 | Im Amt | Tatmadaw            |
| 8  | General Yar Pyae        | Mitglied                       | 8. Februar 2022    | Im Amt | Tatmadaw            |
| 9  | General Nyo Saw         | Mitglied                       | 25. September 2023 | Im Amt | Tatmadaw            |
| 10 | Wunna Maung Lwin        | Mitglied                       | 1. Februar 2023    | Im Amt | USDP                |
| 11 | Dwe Bu, Daw             | Mitglied                       | 1. Februar 2023    | Im Amt | Unabhängig          |
| 12 | Porel Aung Thein        | Mitglied                       | 1. Februar 2023    | Im Amt | USDP                |
| 13 | Manh Nyein Maung        | Mitglied                       | 2. Februar 2021    | Im Amt | KPP                 |
| 14 | Dr Hmuh Thang           | Mitglied                       | 17. Februar 2023   | Im Amt | USDP                |
| 15 | Dr Ba Shwe              | Mitglied                       | 25. September 2023 | Im Amt | Unabhängig          |
| 16 | Khun San Lwin           | Mitglied                       | 1. Februar 2023    | Im Amt | Unabhängig          |
| 17 | Shwe Kyein, U           | Mitglied                       | 30. März 2021      | Im Amt | USDP                |
| 18 | Yan Kyaw, U             | Mitglied                       | 1. Februar 2023    | Im Amt | Unabhängig          |